# ویرلا سبیفرا
ویرلا سبیفرا (نام علمی: Virola sebifera) نام یک گونه از فرمانرو گیاه است.